# Bartramia subpellucida
Bartramia subpellucida är en bladmossart som beskrevs av Mitten 1859. Bartramia subpellucida ingår i släktet äppelmossor, och familjen Bartramiaceae. Inga underarter finns listade i Catalogue of Life.